# Савельєв Олег Єфремович
Олег Єфремович Савельєв (нар. 28 травня 1951, село Концеба Савранського району Одеської області) — український діяч, 1-й секретар Балтського райкому КПУ, голова Балтської районної ради Одеської області. Народний депутат України 1-го скликання.

## Біографія
Народився в селянській родині.
Закінчив Дніпропетровський сільськогосподарський інститут, інженер-механік.
У 1973—1975 роках — головний інженер колгоспу «Дружба» Савранського району Одеської області.
Член КПРС з 1974 по 1991 рік.
У 1975—1979 роках — 1-й секретар Савранського районного комітету ЛКСМУ Одеської області.
У 1979—1982 роках — головний інженер Савранського районного управління сільського господарства Одеської області.
У 1982—1987 роках — 1-й заступник голови виконавчого комітету Савранської районної Ради народних депутатів; голова Савранського районного агропромислового об'єднання Одеської області. Закінчив Вищу партійну школу при ЦК КПУ.
У 1987—1988 роках — голова виконавчого комітету Болградської районної Ради народних депутатів Одеської області.
У 1988—1991 роках — 1-й секретар Балтського районного комітету КПУ Одеської області.
У 1990—1992 роках — голова Балтської районної Ради народних депутатів, голова виконавчого комітету Балтської районної Ради народних депутатів Одеської області.
18.03.1990 обраний народним депутатом України, 2-й тур 56.18 % голосів, 5 претендентів. Член Комісії ВР України з питань будівництва, архітектури та житлово-комунального господарства. Член групи «Аграрники».
З 1992 року — директор Балтського держлісгоспу Одеської області.